# 隐性知识
隐性知识（英語：tacit knowledge）是迈克尔·波兰尼（Michael Polanyi）在1958年从哲学领域提出的概念(同年他出版的《个人知识》一书中有详细的描述)。波兰尼认为：“人类的知识有两种。通常被描述为知识的，即以书面文字、图表和数学公式加以表述的，只是一种类型的知识。而未被表述的知识，像我们在做某事的行动中所拥有的知识，是另一种知识。”他把前者称为显性知识，而将后者称为隐性知识，按照波兰尼的理解，显性知识是能够被人类以一定符码系统（最典型的是语言，也包括数学公式、各类图表、盲文、手语、旗语等诸种符号形式）加以完整表述的知识。隐性知识和显性知识相对，是指那种我们知道但难以言述的知识。

## 隐性知识的特征
1. 默会性：不能通过语言、文字、图表或符号明确表述：隐性知识一般很难进行明确表述与逻辑说明，它是人类非语言智力活动的成果。这是隐性知识最本质的特性。
2. 个体性：隐性知识是存在于个人头脑中的，它的主要载体是个人，它不能通过正规的形式（例如，学校教育、大众媒体等形式）进行传递，因为隐性知识的拥有者和使用者都很难清晰表达。但是隐性知识并不是不能传递的，只不过它的传递方式特殊一些，例如通过“师传徒授”的方式进行。另外，这里需要区别“个体性”与“主观性”。波兰尼认为，和主观心理状态之局限于一己的、私人的感受不同，个体知识是认识者以高度的责任心（responsibility），带着普遍的意图（universal intent），在接触外部实在（external reality）的基础上获得的认识成果。可见，个体性不同于主观性，关键在于前者包含了一个普遍的、外在的维度 。
3. 非理性：显性知识是通过人们的“逻辑推理”过程获得的，因此它能够理性地进行反思，而隐性知识是通过人们的身体的感官或者直觉、领悟获得的，因此不是经过逻辑推理获得。由于隐性知识的非理性特征，所以人们不能对它进行理性地批判。
4. 情境性：隐性知识总是与特定的情景紧密相联系的，它总是依托特定情境中存在的，是对特定的任务和情境的整体把握。这也是隐性知识的很重要的特征。
5. 文化性：隐性知识比显性知识更具有强烈的文化特征，与一定文化传统中人们所分析那个的概念、符号、知识体系分不开，或者说，处于不同文化传统中的人们往往分享了不同的隐性知识“体系”，包括隐性的自然知识“体系”，也包括隐性的社会和人文知识“体系”。
6. 偶然性与随意性：隐性知识比较偶然、比较随意，很难捕捉，所以获取的时候就比显性知识要困难。
7. 相对性：这里的相对性有两层含义：一是隐性知识在一定条件下可以转化为显性知识，二是相对于一个人来说是隐性知识，但是同时对另一个人来说可能已经是显性知识，反之亦然。
8. 稳定性：与显性知识相比，隐性知识与观念、信仰等一样，不易受环境的影响改变；它较少受年龄影响，不易消退遗忘；也就意味着个体一旦拥有某种隐性知识就难以对其进行改造。这意味着隐性知识的建构需要在潜移默化中进行。
9. 整体性：尽管隐性知识往往显得缺乏逻辑结构，然而，它是个体内部认知整合的结果，是完整、和谐、统一的主体人格的有机组成部分，对个体在环境中的行为起着主要的决定作用，其本身也是整体统一，不可分割的。

## 隐性知识的类型
隐性知识包含两个层面。第一是“技术”层面，包括非正式和难以明确的技能或手艺，常常可以称之为“技能知識”、訣竅。源自亲身体验、高度主观和个人的洞察力、直觉、预感及灵感均属于这个层面。第二个是“认知”层面，包括信念、领悟、理想、价值观、情感及心智模式，此层面影响我们对周围世界的感受方式。（《知识创造的螺旋》）

## 隐性知识与个人发展
隐性知识是不可轻易编码描述的，依附于主观意识的知识沉淀，且对于某个特定对象只有很小的一部分能借由客观存在的事物或者主观的言行表达进行传递。隐性知识在个人成长歷程中不断得到积累、更新，在有意识、无意识的情况下影响着个人的行为举措，是个人发展的重要因素。

## 知识转化
知识的转化主要有以下的形式：显性知识之间的转化，即融合与解束；隐性知识之间的转化，即默会和顿悟；隐性知识和显性知识之间的转化，即内化和外化。